# Muriel Hurtis
Muriel Hurtis (França, 25 de març de 1979) és una atleta francesa, especialista en la prova de 4x100 m, en la qual ha aconseguit ser campiona mundial el 2003.

## Carrera esportiva
Al Mundial de París 2003 va guanyar la medalla d'or en els relleus 4x100 metres, amb un temps de 41,78 segons, per davant dels Estats Units i Rússia, i sent les seves companyes d'equip: Patricia Girard-Léno, Sylviane Félix i Christine Arron.
A més ha aconseguit altres medalles, com el bronze a les Olimpíades d'Atenes 2004 a la mateixa prova de relleus 4x100 m, o dues plates a la mateixa prova en els mundials de Sevilla 1999 i Edmonton 2001.